# 蒸三色蛋
蒸三色蛋為香港常見的小菜，是用皮蛋、鹹蛋與雞蛋做的一個菜式。鹹蛋打破分出蛋黃與蛋白，蛋黃與皮蛋均切碎，雞蛋打破與鹹蛋白一起拌勻，調進冷開水約兩小碗，沸水蒸約十五分鐘。